# Pterocactus araucanus
Pterocactus araucanus es una especie perteneciente a la familia Cactaceae, endémica de Argentina, en las provincias de Neuquén, Río Negro y Chubut. Crece a altitudes de entre 200 a 600 m s. n. m. con una población estable y no amenazada.

## Descripción
Es un cactus con gruesa raíz napiforme a partir de la cual emerge un cuerpo globular o en forma de pera, de 3 a 4 cm de largo por 1 a 1,5 cm de diámetro y color gris amarronado. De las areolas surgen unas 8 espinas, de color amarillento a negro y unos 3 mm de largo. Durante los periodos de sequía que se producen en su hábitat la parte aérea desaparece, quedando la raíz en estado latente hasta el siguiente periodo de lluvias.

La floración es diurna, durante el verano. Las flores son de color rojo amarronado opaco, de hasta 3 cm de diámetro y surgen alrededor del ápice del cactus. El fruto seco es globular (alrededor de 2 cm de diámetro), dehiscente. Semillas aladas típicas del género.

## Taxonomía
Pterocactus araucanus fue descrita por Alberto Castellanos y publicado en Revista Fac. Ci. Agrar. Univ. Nac. Cuyo 8(2): 6 1964.
Etimología
Pterocactus: nombre genérico que deriva de las palabras griegas: pteron, "alas", refiriéndose a las semillas aladas que tienen estas plantas.
araucanus: epíteto geográfico que alude a su localización en La Araucanía.